# Kvemo Barguebi
Kvemo Barguebi (en georgiano: ქვემო ბარღები) o Aladatay Bardzhaa (en abjasio: Аладатәи Барӷьаԥ) es un pueblo que pertenece a la parcialmente reconocida República de Abjasia, dentro del distrito de Gali, aunque de iure es parte del municipio de Gali de la República Autónoma de Abjasia de Georgia.

## Geografía
Kvemo Barguebi se encuentra en la costa del mar Negro. Está situado a 14 km de Gali, no lejos de la frontera de Abjasia con Georgia. 
Limita con Repo-Eceri, Meore Gudava y Zemo Barguebi en el norte, Sida en el este, y en el sur están Ganajleba y Gaguida. Las aldeas de Bogveti, Pitsardali y Sabchota Chai están bajo la administración del pueblo.

## Historia
Kvemo Barguebi fue en el pasado parte de la región histórica georgiana de Mingrelia y desde el siglo XVII de Samurzakán. Después del establecimiento de la Unión Soviética, la aldea formó parte de la RASS de Abjasia dentro del distrito de Gali. En este periodo casi toda la población era de nacionalidad georgiana.
Durante la guerra de Abjasia en 1992-1993, la aldea estuvo controlada por las tropas del gobierno georgiano y, después de los combates, la población quedó bajo el dominio separatista de Abjasia.
Según los acuerdos de Moscú de 1994 sobre el alto el fuego y la división de las partes beligerantes, el distrito de Gali se integró en la zona de amortiguamiento, donde la seguridad de las fuerzas de paz de la CEI se ocupaba de la seguridad dentro de la misión UNOMIG. Las fuerzas de paz abandonaron Abjasia después de que Rusia reconociera su independencia en 2008. 
En marzo de 1995, las milicias abjasias del vecino distrito de Ochamchire atacaron Kvemo Barguebi, tomando prisioneros y torturándolos (golpeándolos con varas, quemándolos con cuchillos calientes y bayonetas, siendo apuñalados y prendiéndoles fuego). Esto resultó en la muerte de 28 personas, la mayoría de las cuales fueron torturadas hasta la muerte. En los años siguientes, Amnistía Internacional y la oficina del Defensor del Pueblo de Georgia acusaron a la milicia abjasia de varias detenciones arbitrarias de aldeanos de etnia georgiana y otros abusos contra los derechos humanos.
En 2007 el alcalde del pueblo, Fridon Chakaberia (de etnia georgiana), fue detenido por las autoridades georgianas cuando llegó a Zugdidi, acusado de tráfico de drogas y condenado a 10 años de prisión. Según el canal de televisión opositor Imedi TV, Chakaberia fue condenado solo por ser funcionario del gobierno de Abjasia. El gobierno abjasio también negaron que fuera culpable de algún delito y sostuvieron que era un preso político. El Tribunal de Apelaciones de Kutaisi cambió más tarde su sentencia a 5 años de libertad condicional, y Chakaberia pudo regresar a Abjasia y asumir sus funciones.

## Demografía
La evolución demográfica de Kvemo Barguebi entre 1989 y 2011 fue la siguiente:
| 972                                                 | 1677 |
| (Fuente: Population of Abkhazia since Soviet times) |      |

La población ha aumentado tras la guerra de Abjasia pero su composición no ha variado, siendo inmensamente mayoritarios los georgianos étnicos.
|              | 2011      | 2011       |
| Grupo étnico | Población | Porcentaje |
| ------------ | --------- | ---------- |
| Georgianos   | 1669      | 99,5%      |
| Abjasios     | 5         | 0,3%       |
| Rusos        | 2         | 0,1%       |
| Total        | 1677      | 100%       |